# Kirkelandet
Kirkelandet  est une île de la commune de Kristiansund, du comté de Møre og Romsdal, dans la mer de Norvège.

## Description
L'île de 5,9 km2 est divisée en deux par l'entrée de la crique de Vågen, avec la moitié ouest appelée Kirkelandet et la moitié orientale appelée Gomalandet. Le nom de l'île signifie "terre de l'église", puisqu'il a été le site historique d'une église. Aujourd'hui, Kirkelandet Church (en) est située dans la partie ouest de l'île.
Il s'agit de l'île principale de la ville de Kristiansund, avec l'île d'Innlandet au sud-ouest, l'île de Nordlandet au sud-est et l'île de Skorpa à l'est. L'autoroute principale de l'île est la route nationale 70. Le pont Sørsund relie l'île à Innlandet et le pont Nordsund la relie à l'île de Nordlandet. Le tunnel de l'océan Atlantique le relie à l'île d'Averøya à l'ouest.

## Galerie

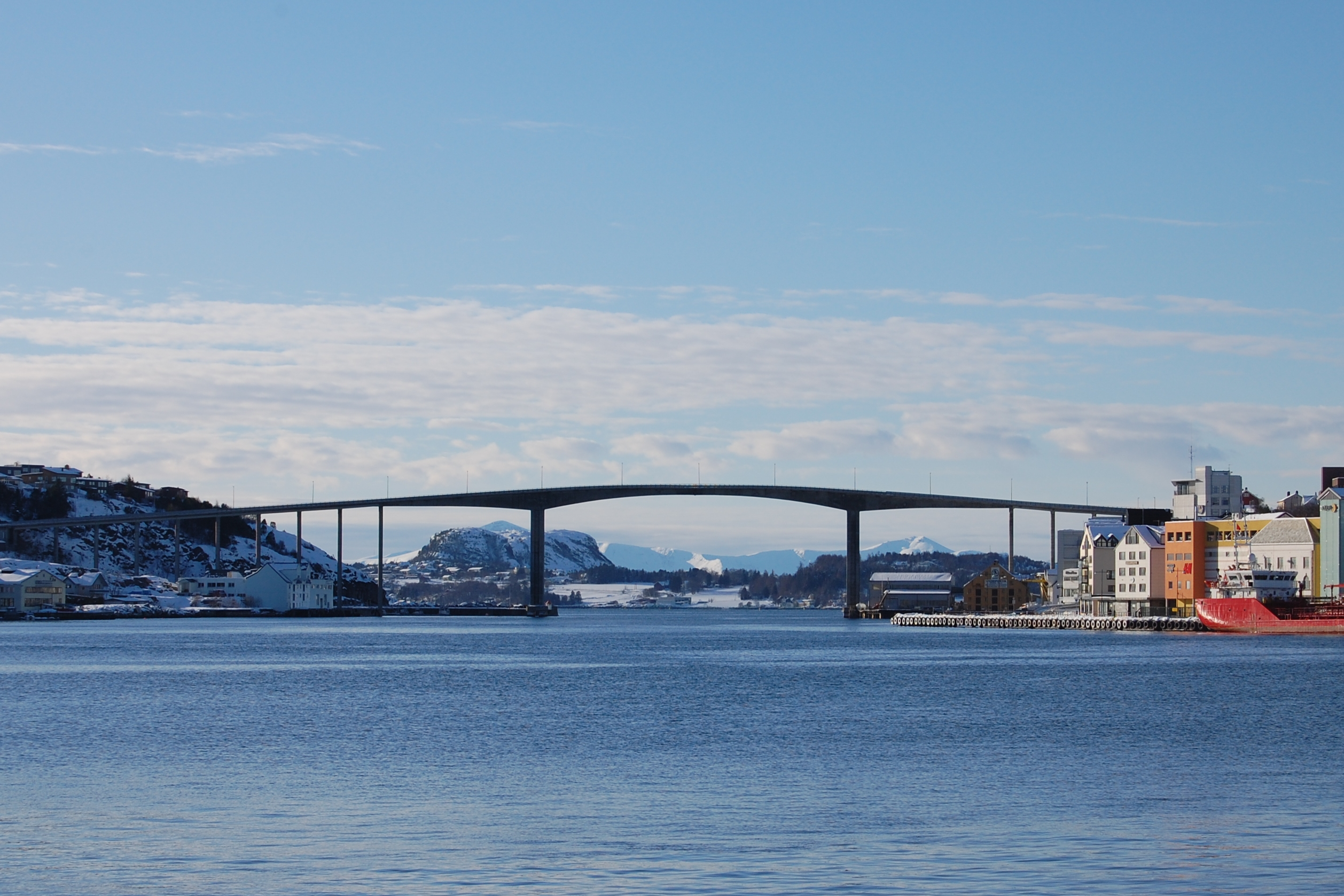
Pont de Sordsund
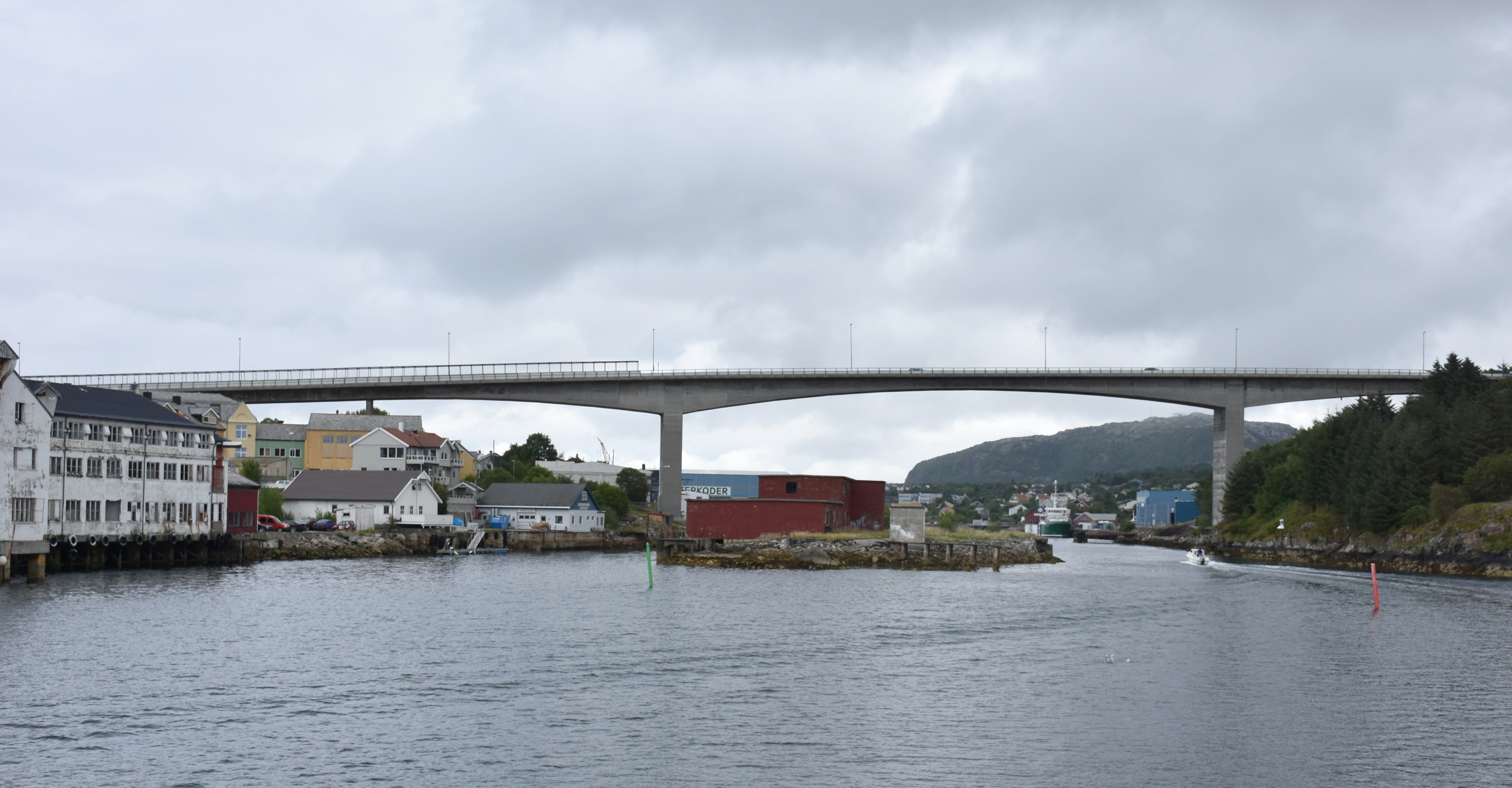
Pont de Nordsund